# Piratula
Piratula is een geslacht van spinnen uit de familie wolfspinnen (Lycosidae).

## Soorten
De volgende soorten zijn bij het geslacht ingedeeld:
- Piratula borea (Tanaka, 1974)
- Piratula canadensis (Dondale & Redner, 1981)
- Piratula cantralli (Wallace & Exline, 1978)
- Piratula clercki (Bösenberg & Strand, 1906)
- Piratula denticulata (Liu, 1987)
- Piratula gigantea (Gertsch, 1934)
- Piratula hiroshii (Tanaka, 1986)
- Piratula hokkaidensis (Tanaka, 2003)
- Piratula hurkai (Buchar, 1966)
- Piratula hygrophila (Thorell, 1872) – Bospiraat
- Piratula insularis (Emerton, 1885)
- Piratula iriomotensis (Tanaka, 1989)
- Piratula knorri (Scopoli, 1763) – Beekpiraat
- Piratula latitans (Blackwall, 1841) – Kleine piraat
- Piratula logunovi Omelko, Marusik & Koponen, 2011
- Piratula longjiangensis (Yan et al., 1997)
- Piratula meridionalis (Tanaka, 1974)
- Piratula minuta (Emerton, 1885)
- Piratula montigena (Liu, 1987)
- Piratula piratoides (Bösenberg & Strand, 1906)
- Piratula procurva (Bösenberg & Strand, 1906)
- Piratula serrulata (Song & Wang, 1984)
- Piratula tanakai (Brignoli, 1983)
- Piratula tenuisetacea (Chai, 1987)
- Piratula uliginosa (Thorell, 1856) – Heidepiraat
- Piratula yaginumai (Tanaka, 1974)
- Piratula yesoensis (Tanaka, 1985)